# Wiktar Chrenin

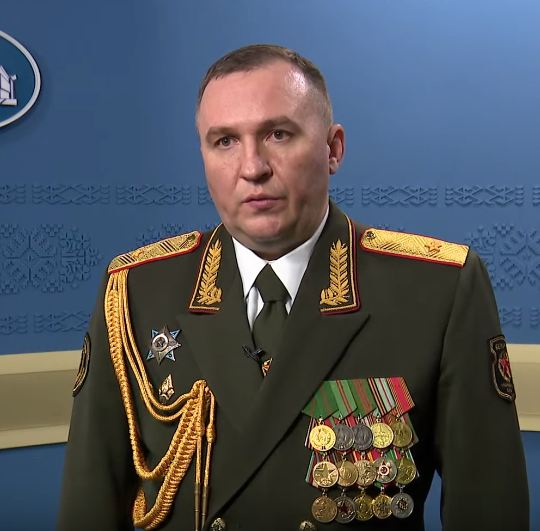
Wiktar Henadsewitsch Chrenin (2020)

Wiktar Henadsewitsch Chrenin (belarussisch Віктар Генадзевіч Хрэнін; * 1. August 1971 in Nawahrudak, Hrodsenskaja Woblasz, Weißrussische Sozialistische Sowjetrepublik, UdSSR) ist ein belarussischer Generalleutnant und amtierender Verteidigungsminister der Republik Belarus.

## Werdegang
Chrenin besuchte zunächst eine Mittelschule in der Region Primorje und absolvierte im Anschluss eine Militärschule in der Militärstadt „Anadyr 1“ im Autonomen Kreis der Tschuktschen der Oblast Magadan. 1988 schloss er die Suworow-Militärschule in Ussurujsk ab. 1992 erwarb er eine weitere militärische Ausbildung an der Frunse-Höheren-Kombinierten-Militärakademie in Omsk. 2005 absolvierte Chrenin die Militärakademie der Republik Belarus.
Von 2008 bis 2010 war Chrenin Befehlshaber der 6. separaten mechanisierten Gardebrigade in Hrodna, anschließend bis 2014 Kommandeur der 11. separaten mechanisierten Gardebrigade in Slonim.
Zwischen Juli 2014 und Juni 2015 fungierte Chrenin als Stabschef und somit als erster stellvertretender Befehlshaber des westlichen Einsatzkommandos, bevor er zum Kommandanten dieser Truppengattung berufen wurde.
Am 20. Januar 2020 ernannte Aljaksandr Lukaschenka Chrenin zum Verteidigungsminister der Republik Belarus.

## Sanktionen der EU, anderer Länder
Am 21. Juni 2021 wurde Chrenin in die Liste der Personen und Organisationen, die im Zusammenhang mit Menschenrechtsverletzungen in Belarus sanktioniert werden, aufgenommen. Laut EU-Beschluss trägt Chrenin die Verantwortung für die Notlandung des Passagierfluges FR4978 in Minsk am 23. Mai 2021, in deren Folge Raman Pratassewitsch und Sofja Andrejewna Sapega festgenommen wurden. Darüber hinaus nahmen Vereinigtes Königreich, Kanada, die Schweiz Chrenin in ihre Sanktionslisten auf.
2022 wurde Chrenin von den USA, Japan, Neuseeland, Australien, und der Ukraine auf die schwarze Liste gesetzt.